# Isus i žene
Isus i žene susreću se od Isusova rođenja. Isus im pristupa na način koji je bio nov i nepoznat u to vrijeme. Spasio je život osuđenici na smrt (Iv 8,3-8), razgovarao je sa ženama pogankama, što je bilo neuobičajeno (Iv 4,27), promijenio je običaje vezane za razvod (Mk 10, 2-9), zalagao se da se promijeni stav prema griješnim ženama (Lk 7,36-50). Nije želio, da propadnu, već da se poprave i spase. Blažena Djevica Marija začela je Isusa, rodila ga i skrbila se za Njega. Ona je prva zamolila Isusa, da pomogne ljudima u nevolji, što je i učinio na svadbi u Kani Galilejskoj. Isus je prvo ženi objavio, da je izabrani Mesija. Bila je to u susretu s pogankom Kananejkom. Tijekom svog križnog puta, jedino se obratio jeruzalemskim ženama, koje su ga oplakivale. Nakon uskrsnuća, prvo se ukazao ženama. 

## Isus i Djevica Marija
Budući, da su već prvi ljudi Adam i Eva sagriješili, Bog je obećao poslati Mesiju, koji će otkupiti ljude od grijeha. Marija je izabrana, da bude žena, koja će začeti i roditi Mesiju, Sina Božjega. Zbog toga, Bog je Mariji dao milosti potrebne, da može izvršiti odgovornu zadaću Bogorodice i Majke Božje. Bog je oslobodio Mariju od istočnog grijeha, od trenutka njenog začeća. Tako je Marija uz Isusa jedino ljudsko biće začeto bez istočnog grijeha. Arkanđeo Gabrijel navijestio je Djevici Mariji, da će začeti Sina Božjega, što je ona prihvatila. Rodila je Isusa i brinula se o Njemu zajedno sa sv. Josipom. Djevica Marija mnogo je i propatila, zbog Isusa, jer je zbog Herodova progona morala pobjeći sa sv. Josipom i Isusom u Egipat, bila je prisutna tijekom Isusove muke i smrti na križu te je trpjela i u drugim prigodama. 
Prema Mojsijevu Zakonu, Josip i Marija donijeli Isusa u Hram u Jeruzalemu, da ga, kao prvorođenca, obredno prikažu Bogu. U Hramu se našao starac Šimun, koji je Isusa primio u naručje i prepoznao ga kao Mesiju, a Mariji je prorekao, da će mnogo patiti, riječima: "Mač boli, probost će ti dušu." Tamo je bila i starica Ana. Živjela je u Jeruzalemu, mnogo je postila i molila. Tada je imala već preko 80 godina. Velik dio života provela je kao udovica. Ponekad je prorokovala buduće događaje. Bila je prisutna kada je starac Šimun držao Isusa u naručju pa je počela hvaliti Boga što je poslao obećanog Spasitelja. I svim ljudima pripovijedala je, da je došao Spasitelj.
Kada je Isusu bilo 12 godina, išli su u Jeruzalem u Hram. Na povratku, Marija i Josip shvatili su, da Isus nije u njihovoj skupini, mislili su da je s vršnjacima. Tražili su ga tri dana i tada ga nađu u Hramu, gdje je učeno razgovarao s učiteljima. Marija ga je upitala: "Sinko, zašto si nam to učinio? Gle, otac tvoj i ja žalosni smo te tražili." A on im reče: "Zašto ste me tražili? Niste li znali da mi je biti u onome što je Oca mojega? (Lk 2,48-49)". Vratili su se u Nazaret, Isus im je nadalje bio poslušan. Josip je bio tesar, a Marija je obavljala kućanske poslove. Prije nego što je Isus započeo javno djelovanje, Josip je preminuo u nazočnosti Isusa i Marije. 
Na svadbi u Kani Galilejskoj, Marija je prva koja je Isusa zamolila da pomogne ljudima u potrebi, stoga se smatra zagovornicom kod Isusa. Nije htjela, da se osramote na svečan dan pa je samonicijativno zamolila Isusa, da im pomogne riječima: "Vina nemaju (Iv 2, 3)." Isus do tada nije učinio još nijedno čudo, ali Djevica Marija znala je, da on to može, jer je Sin Božji. Isus joj odgovori: "Ženo, što ja imam s tobom? Još nije došao moj čas! (Iv 2,4)". "Ženo" je bio častan naziv uobičajen za to doba. Tako su nazivali i kraljice. Isus je učinio svoje prvo čudo, pretvorivši vodu u vino.

### Blažena majka
Dok je Isus jednom naučavao, prekine ga usklik jedne žene: "Blažena utroba koja te rodila i prsi koju ste dojile!" Ta žena prozvala je Blaženu Djevicu Mariju sretnom i blaženom. Hvaleći nju, pohvalila je i Isusa. Farizejima izjava nije bila ugodna. Isus je izjavio: "Blago onima koji slušaju riječ Božju i koji je vrše." Time je želio reći, da mu je duhovni odnos s ljudima važniji od rodbinskih veza. Žena je potvrdila riječi Djevice Marije kada je posjetila Elizabetu: "Odsad će me zvati blaženom svi narodi." 

## Isus ozdravlja žene

### Jairova kćer
Prilikom posjeta Kafarnaumu, Isus je vratio iz mrtvih djevojčicu od 12. godina, koja je bila kći Jaira, uglednog Židova. Dok je Isus dolazio Jairovoj kući, djevojčica je već umrla. Unatoč tome, Isus je primio djevojčicu i rekao joj da ustane. Vratio joj se život i počela je hodati. Time je želio pokazati, da mu je stalo do djece i da je sposoban i mrtve vratiti u život. Na putu do Jairove kuće, neka žena koja je dvanaest godina bolovala od krvarenja, dotakla je Isusove skute s leđa. Isus se okrenu i reče: "Hrabro, kćeri, vjera te tvoja spasila (Mt 9,22)."

### Zgrčena žena
Jedna žena bila je bolesna i od slabosti sva je bila zgrčena. Nije mogla uspraviti gornji dio tijela. Patila je 18 godina. Našla se u bizini Isusa. Do tada, Isus je liječio one koji su ga zamolili, a tada je prvi put odlučio izliječiti nekoga, tko ga to nije ni tražio. Pozvao je zgrčenu ženu k sebi. Stavio je svoju ruku na nju i rekao: "Ženo, oslobođena si svoje bolesti (Lk 13,12)". Čim je izgovorio riječi, žena je ozdravila i više nije bila zgrčena. Zahvalila je Isusu, što joj je pomogao. 
To se dogodilo u subotu. Narod je bio oduševljen, a starješina zbora prekori narod: "Šest je dana, u koje treba raditi! U te dakle dolazite i liječite se, a ne u dan subotnji! (Lk 13,14)" Njegova primjedba nije bila opravdala, jer žena nije ni tražila Isusa, da je ozdravi niti je kriv Isus što je položio ruke na nju niti narod koji se veselio Isusovom čudu. Isus je starješini i njegovim prijateljima odgovorio, da su licemjeri, jer milosrđe nije nikada zabranjeno pa ni u neradne dane i blagdane. Farizeji tumače zakon u svoju korist, a strogi su prema ostalima. Podsjetio ih je, da u subotu (za Židove neradni dan) napajaju svoju stoku vodom i da to ne vide kao grijeh, a protive se što je Isus subotom ozdravio jadnu ženu. Narod se još više radovao, jer starješine nisu znale što bi odgovorile.

### Petrova punica
Isus je naučavao u Kafarnaumu. Nakon što je izašao iz sinagoge, otišao je s apostolima Jakovom i Ivanom u kuću apostola Petra i Andrije, koji su bili braća. Petar je bio rodom iz nedaleke Betsaide, ali je vjerojatno zbog svoga zanata živio neko vrijeme u Kafarnaumu. Petrova punica ležala je u krevetu i bolovala od teške groznice, od koje su mnogi umrli. Vjerovali su, da Isus može pomoći i ozdraviti je. Isus "pristupi, prihvati je za ruku i podiže (Mk 1, 31)". Ozdravila je odmah, vratila joj se snaga pa je posluživala goste. Iz toga se vidi da je Petrova punica bila velikodušna i radišna žena. Isus pomaže kako bi mi mogli pomagati drugima. Pročulo se za to te za druga Isusova ozdravljenja pa su nahrlili brojni bolesnici, koje je Isus ozdravljao jednog po jednog. 

## Isus oprašta grešnicama

### Isus i preljubnica
Isus je naučavao u Jeruzalemskom hramu. Neka žena bila je zatečena u preljubu. Farizeji i pismoznanci samo su tražili priliku, da iskušaju Isusa pa su je doveli pred Njega i rekli: "Učitelju! Ova je žena zatečena u samom preljubu. U Zakonu nam je Mojsije naredio takve kamenovati. Što ti na to kažeš? (Iv 8,4-5)." Isus je šutio i prstom pisao po tlu. Oni su uporno navaljivali pa im je rekao: "Tko je od vas bez grijeha, neka prvi na nju baci kamen (Iv 8, 7)". I dalje je pisao po tlu. Budući, da su znali da nisu bez grijeha i čak kada bi se i pravili da jesu, Isus će to lako demantirati, stoga su jedan za drugim otišli. Ostao je Isus i žena. Reče joj: "Ženo, gdje su oni? Zar te nitko ne osudi? (Iv 8, 10)". Ona reče: "Nitko Gospodine (Iv 8,11)". Nije je ni Isus osudio, već joj reče da ide i ne griješi više. Time je pokazao, da ne želi smrt grešnih ljudi, nego da se poprave i spase.

### Isus i grešnica
Dok je Isus bio gost u kući farizeja Šimuna, nepozvana žena došla je u kuću. Bila je poznata kao grešnica. Odlučila je obratiti se i početi novi život. Vjerovala je, da joj Isus može pomoći. Pristupila mu je, ali od tuge nije ništa govorila, već je plakala, a suze su joj padale na Isusove noge. Svojom kosom obrisala je Isusove noge. Šimun farizej čudio se tom prizoru, jer nije bilo uobičajeno, da žene prilaze muškarcima, a još manje je bilo primjereno, da žena koju smatraju grešnicom, bude u blizini Isusa, kojeg je narod visoko poštovao. U to vrijeme, muškarci u javnosti nisu razgovarali sa ženama, a grešne žene i poganke mrzili su i prezirali. Farizeji su imali običaj, da od grešnice trabaju biti udaljeni četiri lakta. Isus se ponašao prema grešnici na novi način nepoznat tome vremenu. Budući, da se ona kajala za svoje grijehe, Isus je nije osuđivao, već joj je sve oprostio uz riječi: "Vjera te tvoja spasila! Idi u miru (Lk 7, 50)".

## Isus i žene iz drugih nežidovskih naroda

### Isus i Samarijanka
Isus je s učenicima došao u samarijanski grad Bihar. Učenici su otišli u grad kupiti hranu, a On je ostao kraj zdenca. Došla je neka žena Samarijanka. Začudila se, što Isus s njom razgovara, jer u to vrijeme muškarci nisu razgovarali sa ženama u javnosti, pogotove ne sa ženama koje nisu bile Židovke, poput nje. Isus se nije na to obazirao, kršio je židovske zabrane po tim pitanjima i uspostavljao nove načine ponašanja prema ženama. Židovi i Samarijanci bili su u neprijateljskom odnosu. Za Židove bila je najveća sramota, ako ih je netko nazvao Samarijancima, a Samarijanci su odbijali svaku pomisao na ženidbu sa Židovkama. Isus se nije obazirao na to. Govorio je Samarijanki o svojoj nauci. Znao je detalje iz njenog grešnog života, čemu se ona začudila i zaključila da je Isusa Mesija, što je On i potvrdio. Tako je Samarijanka bila prvo ljudsko biće, kojoj je Isus priznao da je Mesija. Došli su učenici i čudili se što Isus razgovara sa ženom, još k tome sa Samarijankom. Oni po svojim židovskim običajima, nisu na ulici razgovarali ni sa svojim ženama, a kamoli s drugim ženama, još k tome pogankama. Samarijanka je otišla i po gradu razglasila, da je Isus Mesija. Samarijanci su povjerovali i molili Isua, da ostane s njima i ostao je dva dana. 

### Isus i Kananejka
Zbog svojih govora, Isus se zamjerio Židovima pa se na neko vrijeme povukao izvan židovskih granica u Feniciju. Tu nije namjeravao propovijedati niti činiti čuda. Jedna žena Kananejka imala je bolesnu kćer i patila je zbog toga. Vidjela je Isusa i vjerovala, da može ozdraviti njenu kćer. Nazvala je Isusa "Sinom Davidovim" jer je čula, da ga tako zovu Židovi. Znala je, da se Židovi ne druže s poganima niti se židovski muškarci u javnosti druže sa ženama. Isus je u početku bio hladan i rekao joj, da je poslan činiti čuda samo među Židovima, jer će njegovi učenici kasnije širiti Evanđelje i činiti čuda među ostalim narodima. Iskušavao je njenu vjeru i rekao, da najprije treba nahraniti djecu, jer nije pravo uzeti kruh od djece i baciti ga psićima. Pod djecom mislio je na Židove, a pod psićima na ostale narode. Žena je bila uporna i rekla, da je to točno, ali i da psići pod stolom jedu od mrvica koje padaju sa stola. Isus joj je priznao, da ima veliku vjeru i izliječio njenu kćer.

## Žene u Isusovim prispodobama

### Prispodoba o deset djevica
Deset djevica pozvano je na vjenčanje, kako bi bile djeveruše. Uzele su svoje svjetiljke, jer se vjenčanje trebalo održati po noći. Njihov zadatak bio je, da dočekaju svatove. Imale su male svjetiljke, koje su svjetilile pomoću ulja, koje se lijevalo u njih. Bio je običaj, da kada jednom svatovi uđu u zaručnikovu kuću, gdje se slavilo vjenčanje, više se nikoga ne pušta unutra. Mudre djevice (djeveruše) uzele su sa svjetiljkama i dodatno ulje, a pet ludih djevica nisu uzele ulje, osim onoga kojeg su imale u svojim svjetiljkama. Mladenci i svatovi kasnili su pa su djevice zadrijemale i zaspale. Oko ponoći probudila ih je glazba i galama, dolazili su svatovi. Ludim djevica preostalo je još jako malo ulja za svjetiljke, koje su se već počele gasiti pa su molile mudre djevice, da im posude dio njihovog ulja. One su to odbile, jer onda nebi imale dosta ni jedne ni druge. Savjetovale su im, da odu u grad po ulje. U međuvremenu, došli su svatovi, svi su ušli i zatvorili su vrata. Kada su se vratile iz grada, lude djevice našle su na zatvorena vrata i molile: "Gospodine! Gospodine! Otvori nam! (Mt 25, 11)." On im odgovori, da ih ne pozna. Isus je dovršio svoju prispodobu riječima: "Bdijte, jer ne znate ni dana ni časa (Mt 25, 13)."
Prispodoba govori o budnosti u očekivanju Isusovog ponovnog dolaska i o spremnosti na mogućnost smrti, kako ne bi nitko umro nespreman s teškim grijesima na duši. Zaručnik u prispodobi je Isus. Zaručnica je Crkva i svaka ljudska duša. Svjetiljke predstavljaju vjeru. Tko nema vjere, ne može ići u svatove niti u nebo. Ulje predstavlja dobra djela. Kao što je vjera bez djela mrtva, tako ni svjetiljka ne radi bez ulja. Zaručnik je sa svatovima zakasnio, kao znak da sudnji dan neće doći tako brzo, ali kako su došli oko ponoći, znak je da može doći kada se nitko ne nada. Kako su sve djevice zaspale, tako će svi ljudi umrijeti. Vika je ponovni Isusov dolazak. Mudre djevice nisu mogle dati ulja ludim djevicama, što znači da se zasluge dobrih djela ne mogu posuditi drugima. Djevice su u posljednji čas željele kupiti ulje, kao što se neki ljudi žele ispovijediti u posljednjim trenucima života, ali često nema dovoljno vremena. Uzalud su lude djevice molile, da ih puste unutra. Poslije smrti ne pomaže više ništa, ako se čovjek za života nije pomirio s Bogom. Koga Isus zatekne pripravnog u času smrti, taj će živjeti vječno u raju.

### Izgubljena i nađena drahma
Isusova prispodoba o izgubljenoj i nađenoj drahmi govori o Božjoj ljubavi prema obraćenim grešnicima.
Neka žena imala je ukupno deset drahmi odnosno deset novčića. Izgubila je jednu drahmu. To je za nju bio veliki gubitak. Tražila je svuda po kući. Morala je upaliti svjetiljku i uzeti metlu kako bi pomela kuću i lakše našla izgubljenu drahmu. Konačno je našla drahmu i silno se veselila! Pozvala je k sebi prijatelje i susjede, kako bi im ispričala što joj se dogodilo, da se s njom provesele. Isus zaključuje prispodobu riječima: "Tako kažem vam biva radost pred anđelima Božjim zbog jednog obraćena grešnika (Lk 15, 10)".
Drahma na sebi ima sliku kralja ili gospodara pa je drahma simbol duše koja na sebi ima sliku Boga, ali se udaljila od Boga zbog grijeha. Kako je žena tražila drahmu, tako i Crkva traži izgubljenog grešnika. Upaljena svjetiljka simbolizira svjetlo Evanđelja. Kada se grešnik popravi, Crkva poziva sve, da se raduju u to ime.

## Žene pomažu Isusu na putovanjima
Isus je obilazio gradove i sela te naviještao Evanđelje. S njime su bili apostoli te nekoliko žena. Brinule su se za hranu i odjeću. Evanđelist Luka zapisao je imena triju takvih žena. Bile su to: Marija zvana Magdalena, iz koje bijaše izagnao sedam đavola; zatim Ivana, žena Herodova upravitelja Huze; Suzana i mnoge druge. One su im posluživale od svojih dobara (Lk 8, 2-3)".

## Udovičin novčić
U predvorju Jeruzalemskog hrama, Isus se odmarao s apostolima. Tamo su Židovi ubacivali milodare u posudice s otvorom na vrhu. Bilo je vrijeme Pashe, kada se davalo obilnije nego inače. Bogataši su davali mnogo kovanica, koje su odzvanjale dok su padale u otvor. Pojavila se jedna siromašna udovica, koja je dala svoj prilog. Imala je samo jedan bakreni novčić. Isus je primijetio udovicu pa je pozvao apostole i rekao im: "Svi su oni zapravo ubacili od svog suviška, a ona je od svoje sirotinje ubacila sve što je imala, sav svoj žitak. (Mk 12,44)". Poučio je apostolima, da i siromasi mogu pridonijeti za Boga i da Bog ima drugačije kriterije, nego ljudi. 

## Marija i Marta
Lazar je bio Isusov kućni prijatelj. Imao je dvije sestre Mariju i Martu. Živjeli su u Betaniji. Kod njih je Isus sa svojim učenicima često prenoćio, ako je prolazio tim krajem. Objema sestrama, Isus je bio jako drag. Natjecale su se, koja će biti bolja domaćica. Dok je jednom Isus bio kod njih, pripovijedao im je. Marta je smatrala, da je najvažnije Isusa što bolje ponuditi jelima i pićima, a Marija je sjedila i slušala Isusa, otvorena je i upija svaku Gospodinovu riječ. Marta je prigovorila, što joj Marija ne pomaže, a Isus je odgovorio, da se oko puno toga brine, ali najbitnija je briga za spasenje svoje duše.

## Ženidbena rastava
Na putu u Jeruzalem, Isus je došao u područje, kojim je vladao židovski kralj Herod Antipa. Farizeji su dobili zadatak, da Isusa prate i traže način, kako bi ga uhvatili da krši zakon i tako imali razlog uhititi ga. U to vrijeme bilo je aktualno i kontroverzno pitanje o ženidbenoj rastavi. Mojsijev zakon dopuštao je, da se muškarac razvede od žene, ako joj napiše otpusno pismo. Židovski učenjaci nisu se mogli dogovoriti kada je to dopušteno. Jedni su tvrdili, da samo u najtežim slučajevima, a neki su zastupali mišljenje, da je dopušteno i ako se mužu žena prestane sviđati i želi umjesto nje drugu. Farizeji su pitali Isusa, da li muškarac može otpustiti ženu iz bilo kojeg razloga. To je bilo trik-pitanje, jer je kralj Herod Antipa to učinio kako bi se oženio s drugom, a sv. Ivan Krstitelj je pogubljen, jer mu je prigovorio. Isus je to imao u vidu. Pozvao se na Sveto pismo i kako u njemu piše, da je Bog u početku stvorio jednog muškarca i jednu ženu pa iz toga proizlazi, da jedan muškarac treba samo imati jednu ženu, kao što i jedna žena treba imati samo jednog muškarca. Mladić se osamostaljuje od roditelja, zbog svoje zaručnice i njih dvoje bit će jedno tijelo. Kada dobiju dijete, ono će imati osobine i oca i majke, bit će jedno tijelo od dva tijela. Isus je zaključio: "Što dakle Bog združi, čovjek neka ne rastavlja (Mt 19,6)."
Farizeji su pitali kada je moguća rastava. Ako je istina, što govori Isus, da je ženidba nerazrješiva, zašto je onda Mojsije dopustio razvod, ako muškarac ženi napiše otpusno pismo. S tom otpusnicom, žena se mogla preudati za drugoga. U to vrijeme, rijetki su znali pisati pa su to činili pisari. Trebalo je vremena, da se pronađe pisara pa nije bilo lako napisati otpusno pismo. Isus im je objasnio, da je Mojsije to dopustio, zbog njihovog tvrdog srca. To nije bio zakon već izuzetak. Vrijedilo je samo jedno vrijeme i samo za neke. Isus je ukinuo taj zakon i uspostavio novi i vječni. Rekao im je, da ženidbena veza ostaje zauvijek. Dopušteno se razvesti, jedino u slučaju nevjere, ali rastavljena žena nema pravo udati se za drugoga niti se rastavljeni muškarac ima pravo oženiti za drugu ženu. Mogu živjeti odvojeno ili se pomiriti i nastaviti živjeti zajedno. Da je Isus dopustio, da nakon nevjere, dođe do raskidanja nerazrješivosti braka, onda bi to neki činili namjerno, samo da se razvedu i tako bi bili nagrađeni što su učinili preljub. 
Sveti Pavao u Prvoj poslanici Korinćanima dodatno pojašnjava Isusove riječi: "A oženjenima zapovijedam, ne ja, nego Gospodin: žena neka se od muža ne rastavlja - ako se ipak rastavi, neka ostane neudana ili neka se s mužem pomiri - i muž neka ne otpušta žene (1 Kor 7,10-11)." U Poslanici Rimljanima dodao je: "Doista, udana je žena vezana zakonom dok joj muž živi; umre li joj muž, riješena je zakona o mužu. Dakle: dok joj muž živi, zvat će se, očito, preljubnicom pođe li za drugoga. Ako li joj pak muž umre, slobodna je od zakona te nije preljubnica pođe li za drugoga (Rim 7,2-3)". 
Farizeji su se udaljili. Apostoli su nastavili razgovarati s Isusom o tome. Rekli su, kada je tako, bolje da se čovjek ni ne vjenča. Isus im je odgovorio, kako je djevičanstvo bolje od ženidbe, jer tada čovjek može živjeti samo za Boga, ali je posve u redu i ženidba. Dodao je da nisu svi stvoreni za ženidbu niti su svi stvoreni za djevičanstvo. Ljudi mogu slobodno odabrati što će od toga odabrati. Ljubav, želja za potomstvom i nagoni privlače ljude jedne drugima i to je prirodno. Neki nisu stvoreni za ženidbu, jer su od rođenja duševno ili tjelesno onesposobljeni za ženidbu, a neki jer su odlučili biti svećenici ili časne sestre. 

## Žene na Isusovom križnom putu

### Marija susreće i prati Isusa
Dolazeći iz jedne ulice, Isusa je srela njegova majka, Blažena Djevica Marija. Pratila ga je i patila. Susret Isusa i Marija bio je dirljiv i emotivan. Oslanjajući se na apostola Ivana, Marija je pratila Isusa na njegovom križnom putu. Njegove boli i patnje proživljavala je i ona. Tražila ga je pogledom, bila je uz njega, dok je padao, hrabrila ga je na putu. Svojom blizinom, davala mu je dodatnu snagu.

### Veronika pruža Isusu rubac
Teškom mukom Isus se uspinjao na Kalvariju noseći križ. Obilno se znojio. Žena po imenu Veronika smilovala se i pružila mu veliki bijeli rubac. Takav rubac prekriva cijeli gornji dio tijela. Žene na Bliskom istoku, ponegdje još i danas nose takve rupce. Isus je objema rukama pritisnuo rubac na čelo, kako bi obrisao znoj. Vratio je Veroniki rubac, a na njemu je ostala Isusova slika, obrisi lica okaljani znojem, prašinom i krvlju. Događaj se ne spominje u Novom zavjetu, poznat je iz usmene predaje.

### Jeruzalemske žene oplakuju Isusa
Isusa su oplakivale jeruzalemske žene i žene iz drugih krajeva. Židovskim zakonom bilo je zabranjeno oplakivati onoga koga je veliko vijeće osudilo na smrt. Žene su pokazale hrabrost, jer su ih farizeji poprijeko gledali. Tada su na ulici u posebnim grupama hodale žene, a posebno muškarci, nisu hodali zajedno. Isus je jeruzalemskim ženama poručio: "Kćeri jeruzalemske, ne plačite nada mnom, nego plačite nad sobom i nad djecom svojom. Jer evo idu dani kada će se govoriti: Blago nerotkinjama, utrobama koje ne rodiše i sisama koje ne dojiše. Tada će početi govoriti gorama: Padnite na nas! i bregovima: Pokrijte nas! Jer ako se ovako postupa sa zelenim stablom, što li će biti sa suhim? (Lk 23, 28-31)". Isus ide dobrovoljno u smrt, da zadovolji za grijehe ljudi. Ženama poručuje, da štede suze za vrijeme, kada će Jeruzalem biti razoren. To se i dogodilo. Rimski vojnici bili su brutalni prema djeci jeruzalemskih žena. Isus je sebe nazvao zelenim stablom. Tim je upozorio Židove, da se pokaju, jer ako je on nevin doživio ovakvu muku, što li će tek biti s njima koji nisu nevini. 

### Tri Marije pod Isusovim križem
Nebo se zamračilo. Većina do tada prisutnih oko križa povukli su se, a pristupile su tri Marije: Isusova majka, Marija Magdalena i Marija Kleofina te apostol Ivan. Djevica Marija trpjela je duševne boli kao majka. Kada je Isus pod križem vidio Djevicu Mariju i apostola Ivan progovorio im je. Mariji je rekao: "Ženo! Evo ti sina!", a Ivanu "Evo ti majke! (Iv 19, 26)." Isus je Mariju nazvao "ženo", umjesto "majko", jer su bili prisutni i neprijatelji pa nije želio da trpi neugodnosti. Tim riječima, Isus je poručio apostolu Ivanu, da se brine za Djevicu Mariju i da je dohrani, kada bude stara. Teolozi tumače, da je tim riječima Djevica Marija postala majkom svih kršćana. Isus joj na samrti preporučuje sve vjernike. Te riječi bile su Isusova oporuka.

### Žene na Isusovom ukopu
Nakon što je Isus umro, pod križem je bila Djevica Marija, koja se bojala što će biti s Isusovim tijelom te druge pobožne žene. Doživjeli su olakšanje, kada su saznali, da će Isusa pokopati Josip iz Arimateje. On i njegovi pomoćnici skidali su Isusa s križa. Po predaji, vjeruje se, da ga je Djevica Marija uzela u naručje. Taj prizor zove pieta. Josip iz Arimateje, Nikodem i Djevica Marija prali su okrvavljeno Isusovo tijelo prije ukopa. Ta dva muškarca nosili su Isusovo tijelo do groba u pratnji Djevice Marije, apostola Ivana, nekoliko žena te pomoćnika Josipa i Nikodema. Kada su položili Isusovo tijelo u grobnicu, stavili su na nju kamen. Većina prisutnih brzo su otišli nazad u grad, jer se približavao šesti sat i početak Pashe.

## Nakon uskrsnuća
Sva četiri Evanđelja izvještavaju, da su žene našle prazan Isusov grob. Prema evanđelistima Marku i Luki, Isusovo uskrsnuće prvo je objavljeno ženama, a prema Mateju i Ivanu, Isus se i ukazao prvo ženama (u Ivanovu Evanđelju Mariji Magdaleni). U to vrijeme, smatralo se, da žene nisu ovlaštene naučavati. Stoga je iznenađenje, da se uskrsnuli Isus prvo pokazao ženama i poslao ih, da jave Petru i drugim apostolima. U Evanđeljima, posebno sinoptičkima, žene imaju ključnu ulogu kao svjedokinje Isusove smrti, polaganja u grob i otkrića praznoga groba. Smatra se, da se time povećala vjerodostojnost svjedočanstva, jer bi se u židovskoj i grčko - rimskoj kulturi očekivalo, da svjedoci budu društveno priznati muškarci, a ne "neke ožalošćene žene".
Britanski teolog C. H. Dodd tvrdi, da je Ivanovo Evanđelje autentično, jer nitko ne bi izmislio podatak, da se Isus prvo ukazao "slabo poznatoj ženi" Mariji Magdaleni. Premda su ponekad, ali jako rijetko Rimljani i Židovi uzimali žene za svjedoke.

## Vanjske poveznice
- Isus otklanja tjelesnu nevolju dviju žena  Arhivirana inačica izvorne stranice od 1. siječnja 2011. (Wayback Machine)
- Isusov posjet Mariji i Marti  Arhivirana inačica izvorne stranice od 5. ožujka 2016. (Wayback Machine)
- Isus i Samarijanka  Arhivirana inačica izvorne stranice od 22. listopada 2011. (Wayback Machine)

## Galerija
- Giuseppe Cades: Mariji i Isusu služe anđeli
- William Holman Hurt: Marija pronalazi Isusa u Hramu
- Jakob Wüger: Marija, Marija Magdalena (kleči) i Ivan pod križem
- Isus i Kananejka
- Rembrandt: Proročica Ana (koja je blagoslovila Isusa u Hramu)
- Ilja Jefimovič Repin: Isus liječi Jairovu kćer
- John Bridges: Isus liječi Petrovu punicu
- Francesco Mancini: Odmor na putu u Egipat